# 烽火山站
烽火山站（：／ Bonghwasan yeok */?）副站名首爾醫療院（서울의료원），是首尔地铁6号线沿線的一座地下車站，位於韓國首爾特別市中浪區新內洞與墨洞的邊界。

## 車站構造
站體為2面3線雙島式月台的地下車站，候車月台設有月台幕門，並有出口共5處。1至4號出口位於新內洞，5號出口位於墨洞。
為了解決部分線路列車迴車時間過長的問題，首爾地鐵第2期路網的起終點車站普遍加設了一條中間軌道，待列車終着後迴車時進入中線，出入廠的列車則進入外側軌道，以縮短迴車時間。

### 月台配置
| 花郎臺 ↑    |
| 下 \| 上 \| |
| ↓ 新內      |

| 月台 | 路線           | 目的地                                 |
| ---- | -------------- | -------------------------------------- |
| 上行 | ●首尔地铁6号线 | 泰陵、高麗大學、世界盃體育場、鷹岩方向 |
| 下行 | ●首尔地铁6号线 | 新內方向                               |

## 歷史
- 2000年8月7日：落成啟用。
- 2019年12月21日：新內站完工通車，本站不再作為終點站使用。

## 車站周邊
- 新內車輛基地
- 首爾中浪消防署
- 首爾市立醫院（朝鲜语：서울특별시 서울의료원）
- 中浪公車總站
- Home plus（朝鲜语：홈플러스）新內店

## 圖片

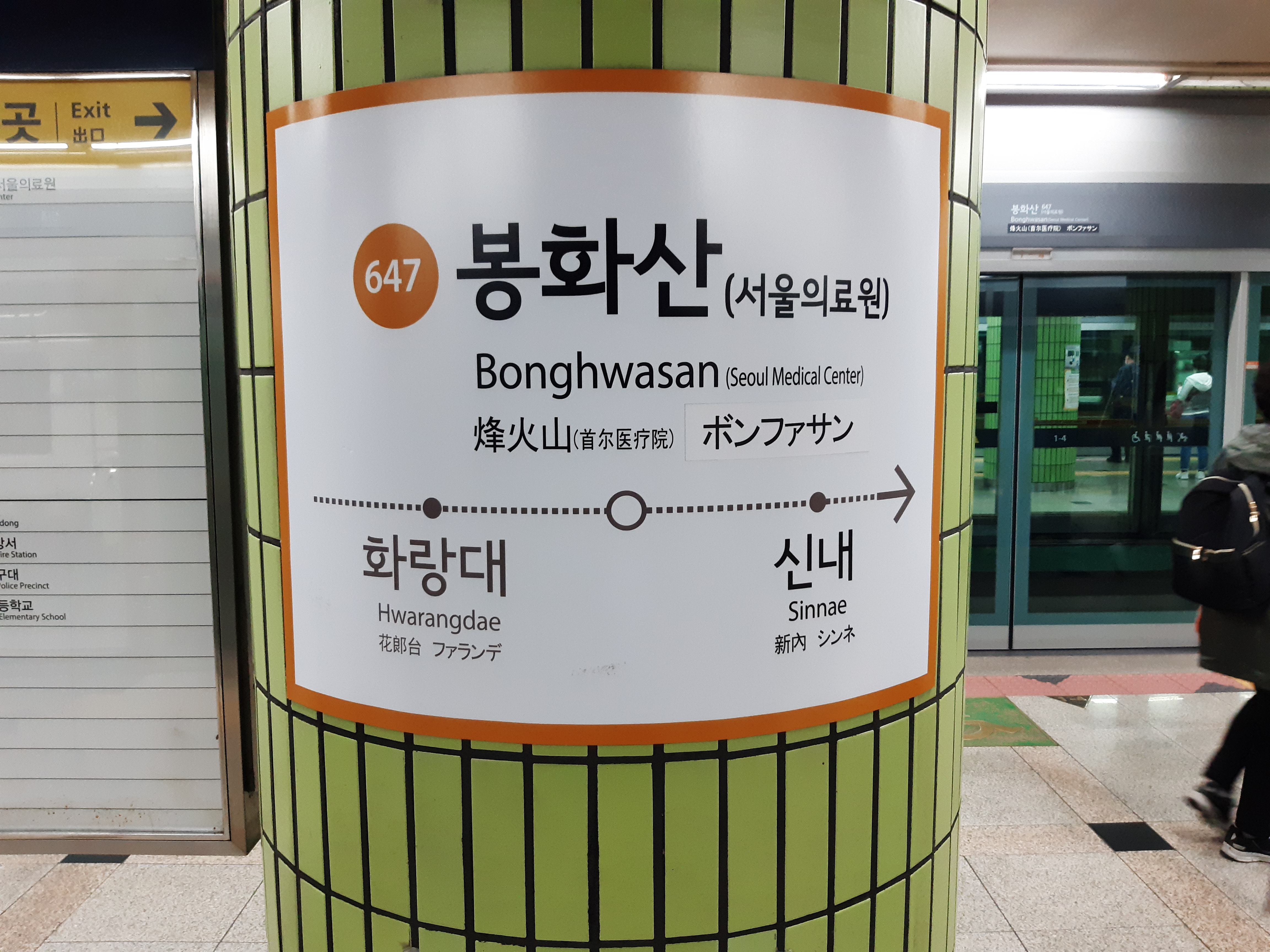
站名牌
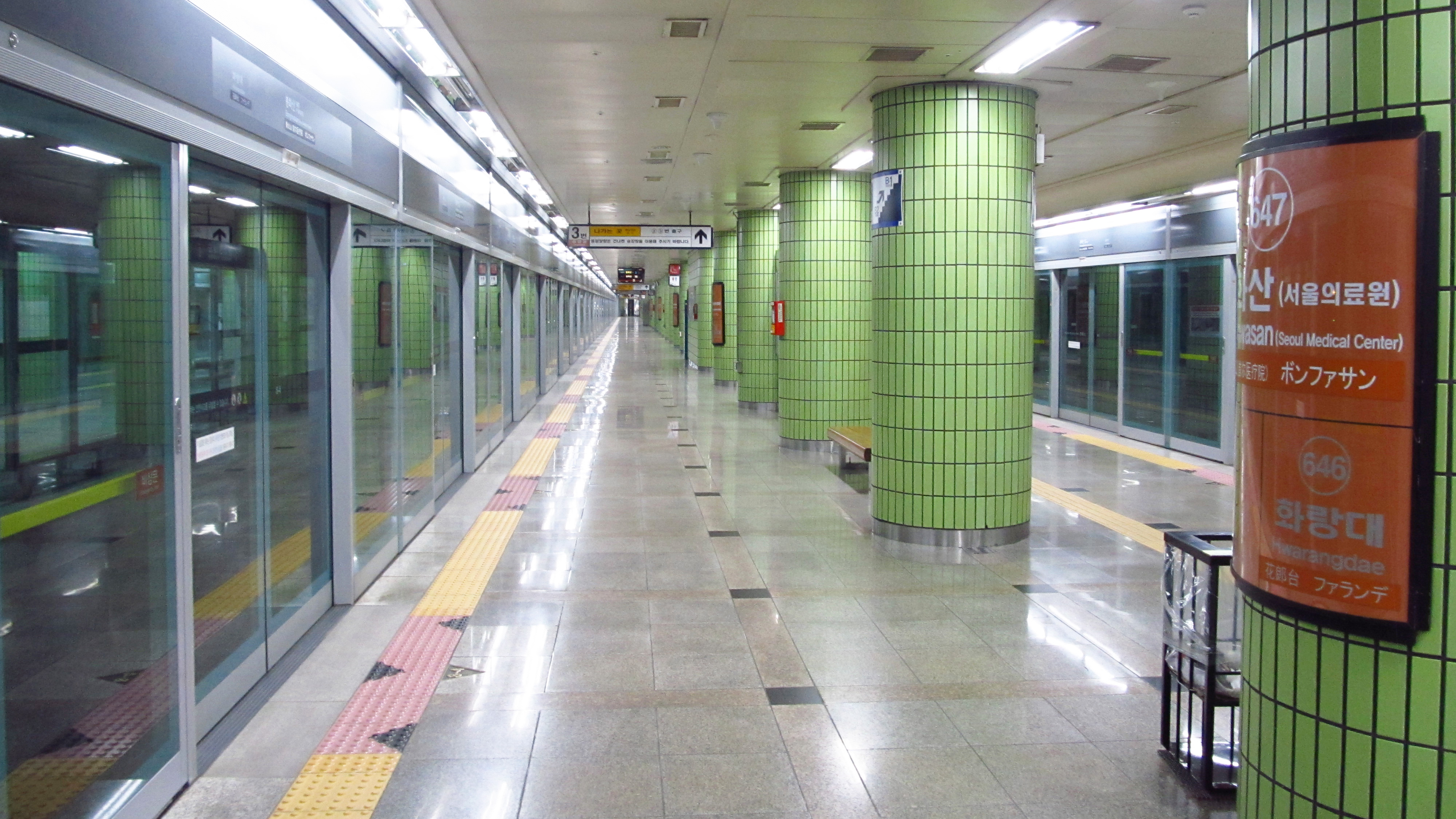
候車月台
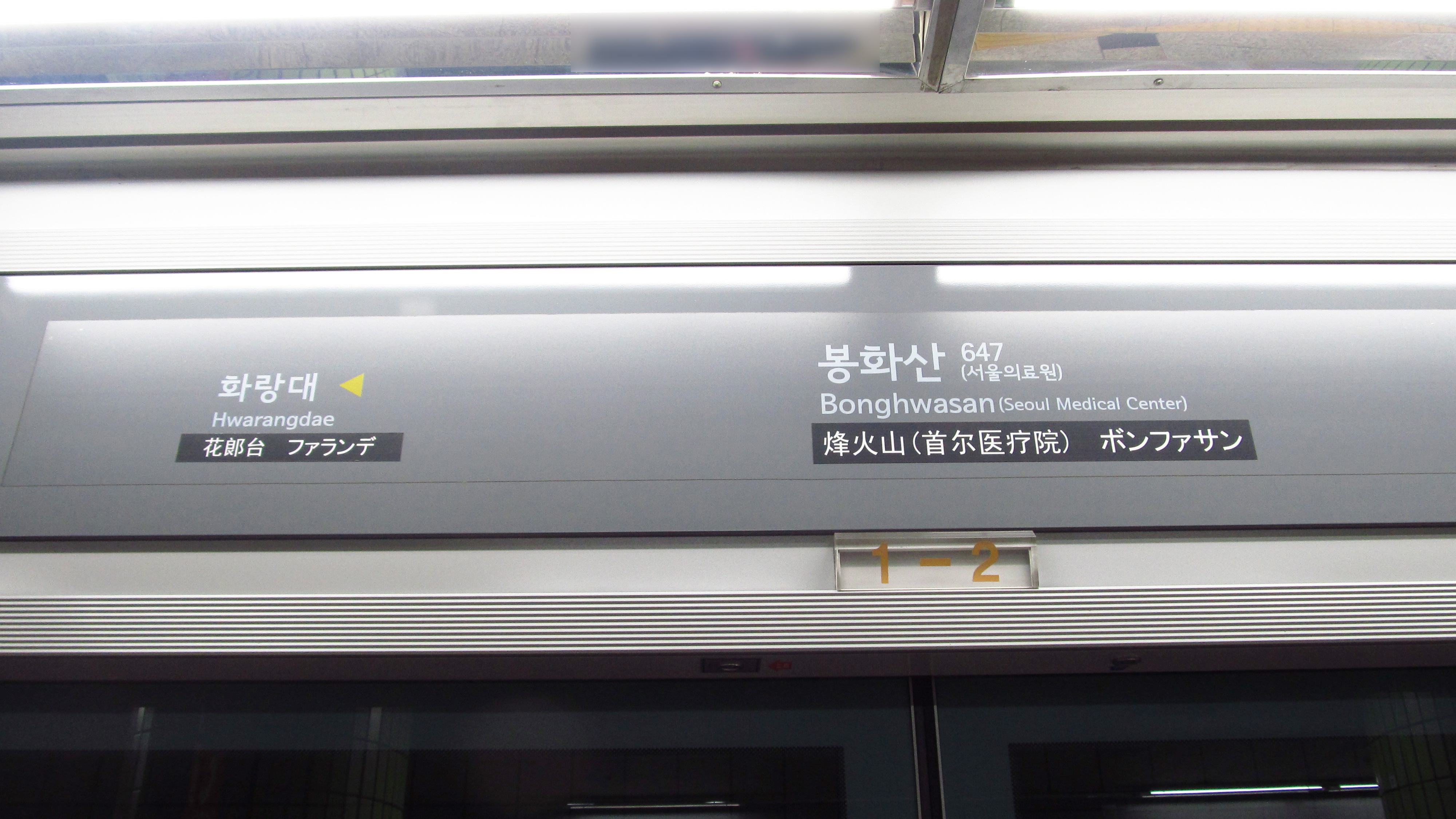
月台門資訊板
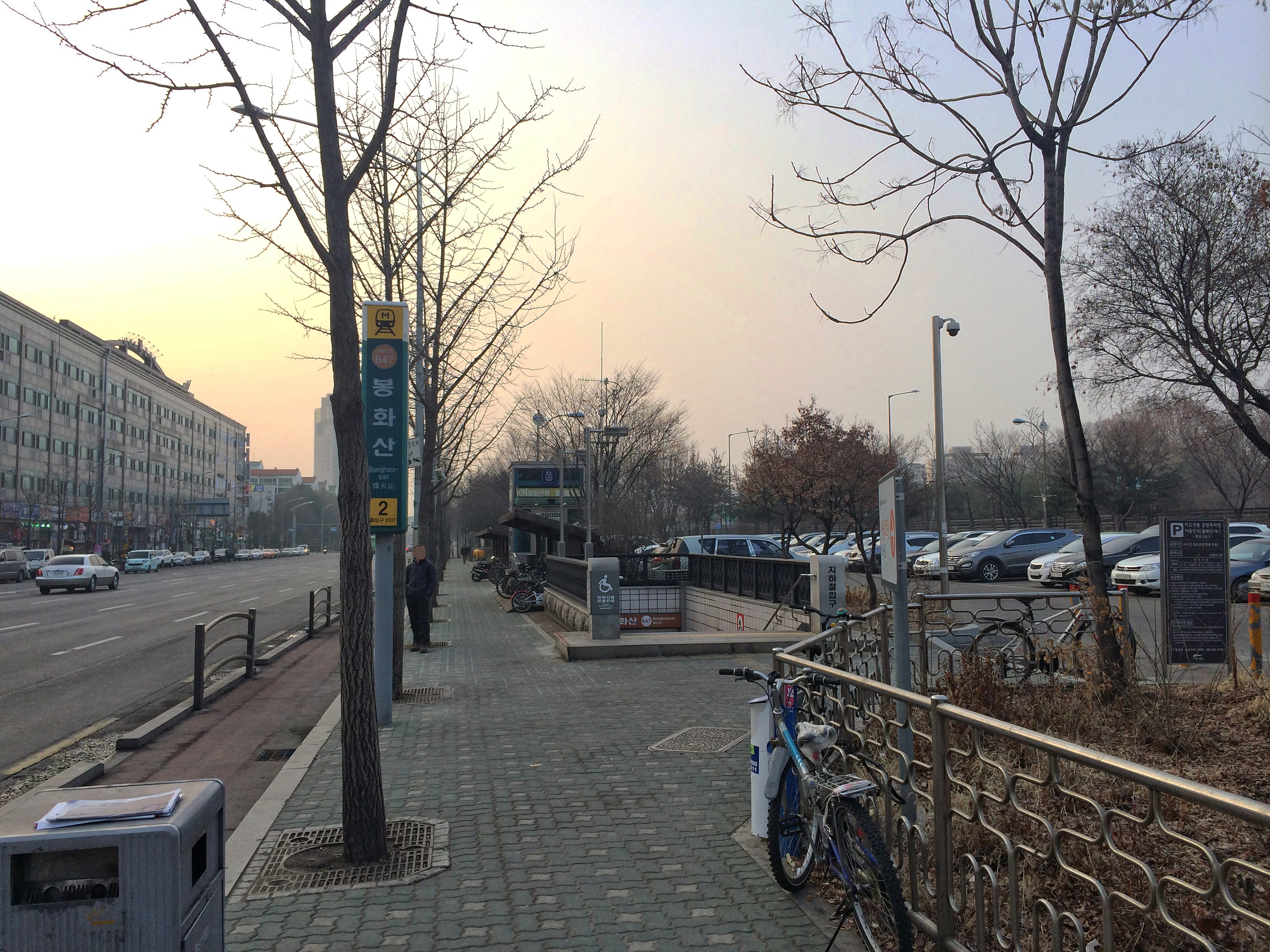
2號出口
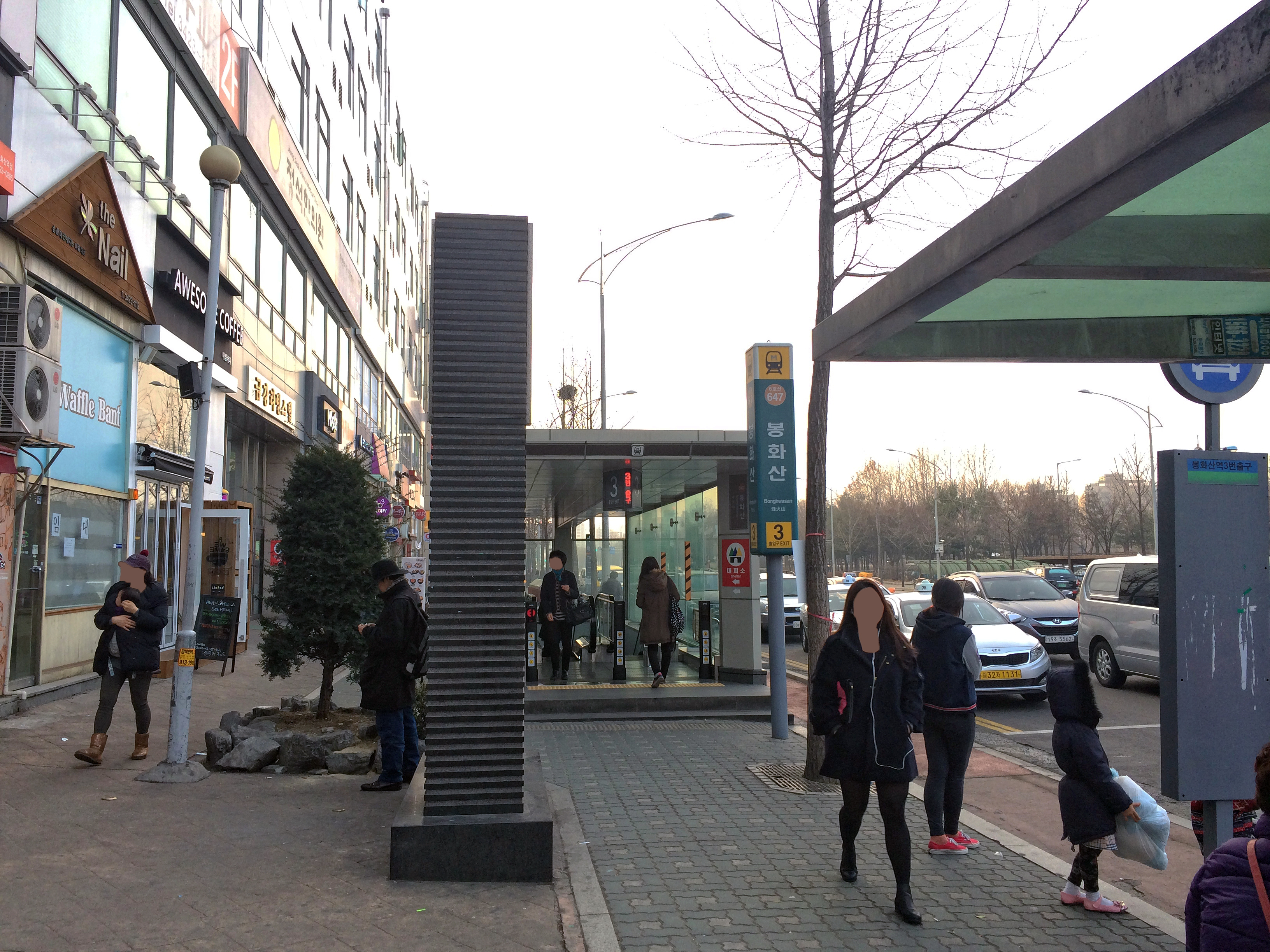
3號出口
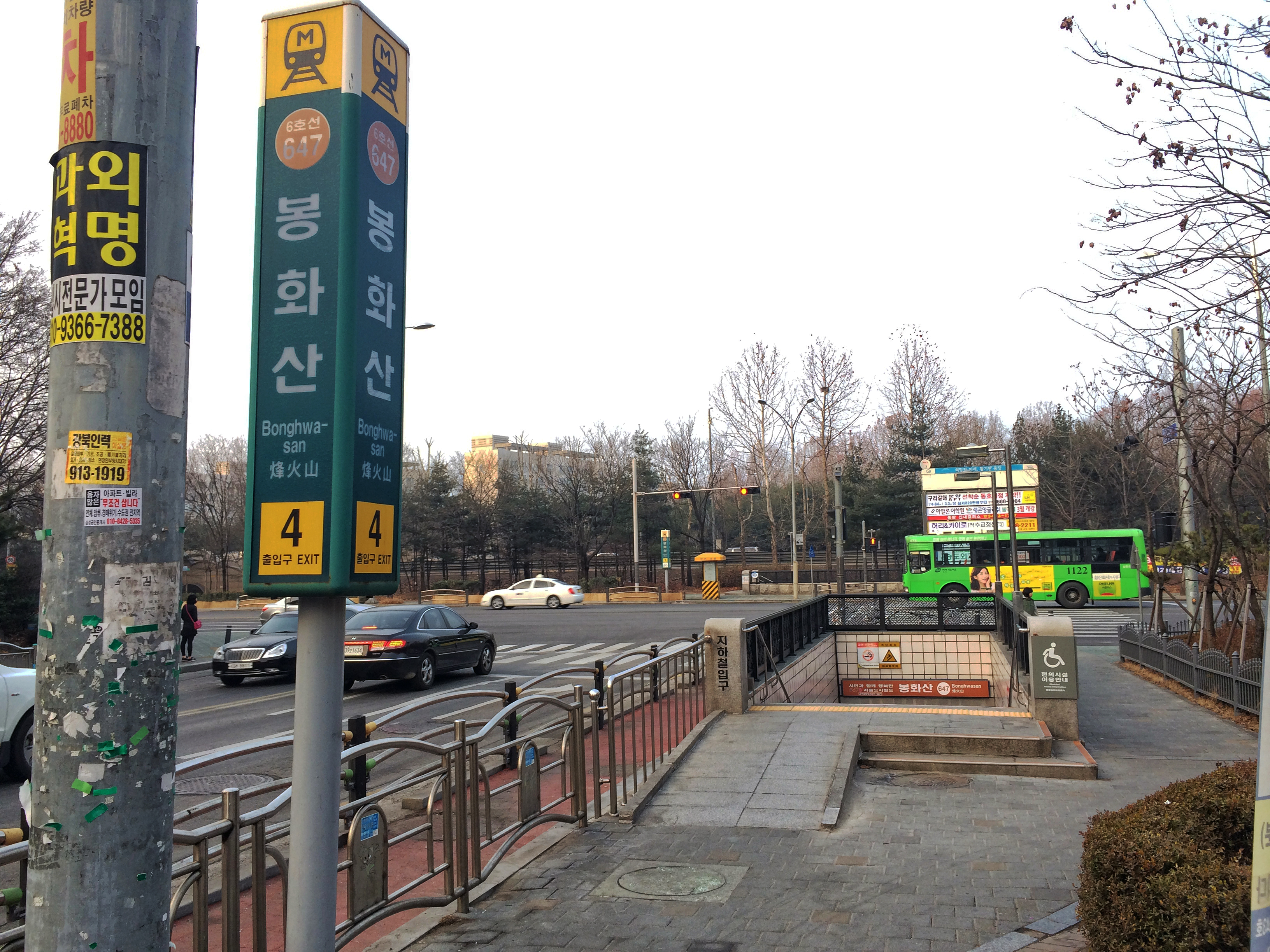
4號出口
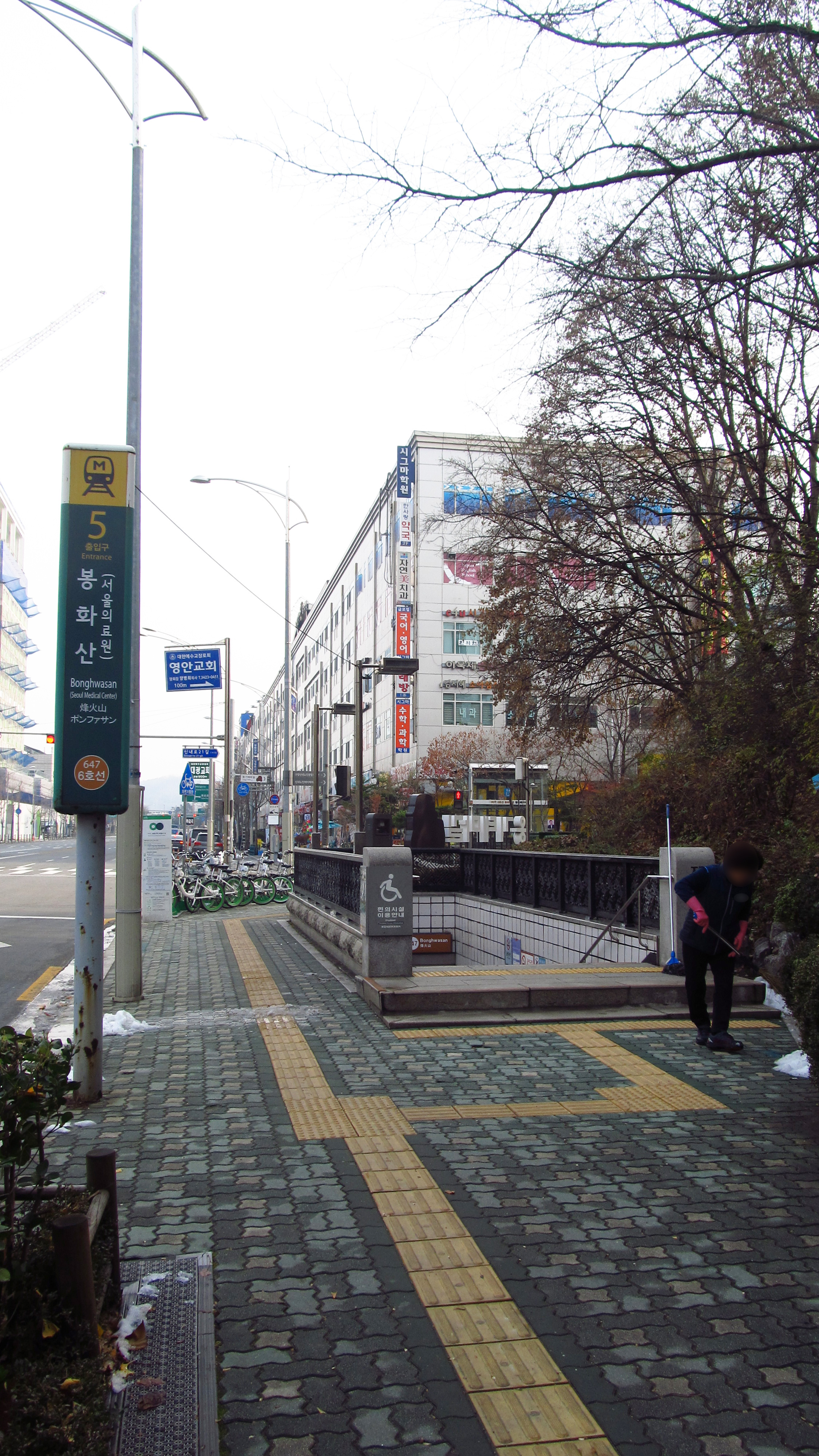
5號出口

## 相鄰車站
首爾交通公社
●首尔地铁6号线
花郎臺（646）－烽火山（647）－新內（648）